# Orius majusculus
Orius majusculus är en insektsart som först beskrevs av Reuter 1879.  Orius majusculus ingår i släktet Orius, och familjen näbbskinnbaggar. Arten är reproducerande i Sverige.

## Bildgalleri

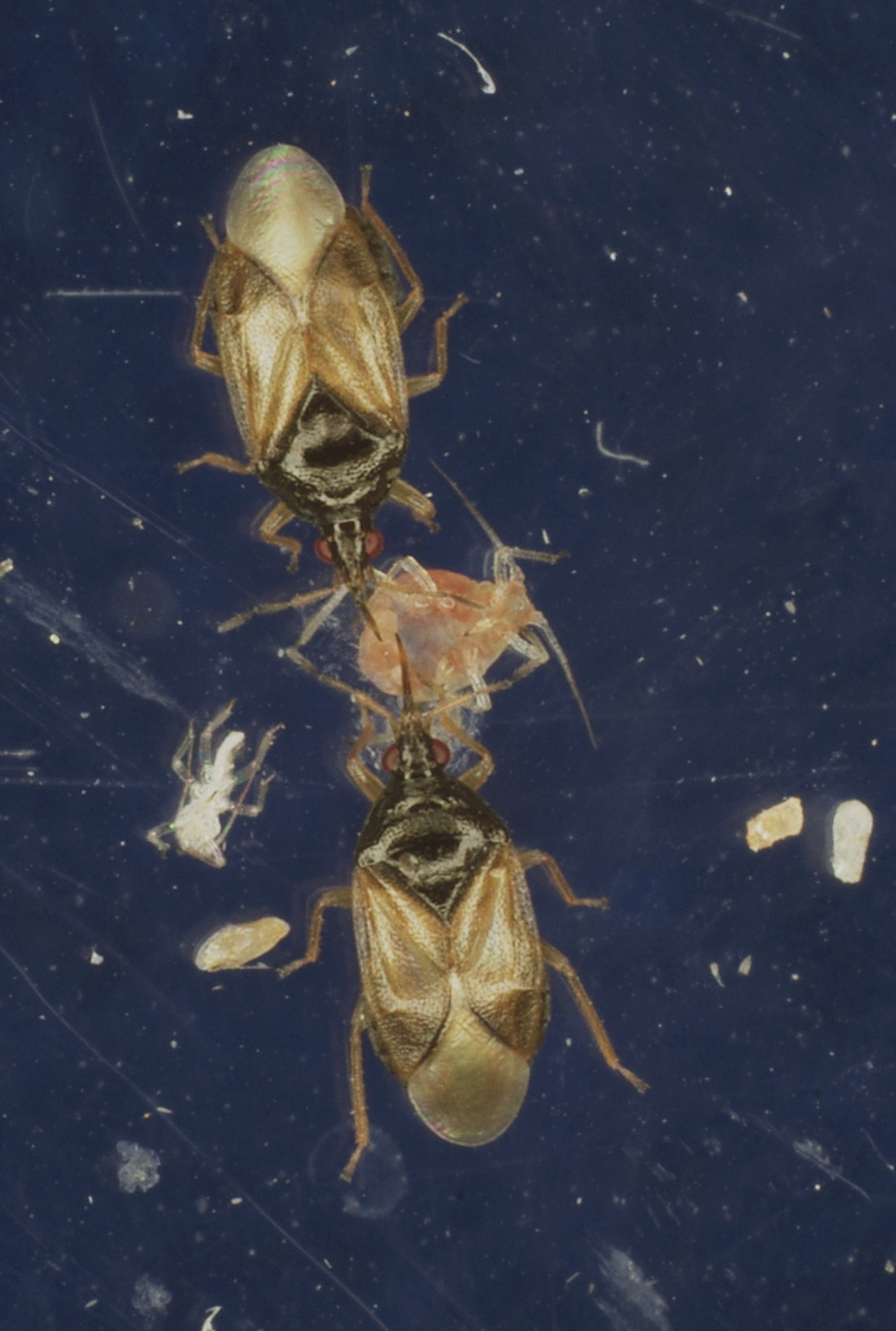